# 阿爾曼
阿爾曼（英語：Arman，1928年11月17日—2005年10月22日），又名阿曼，本名阿曼德·皮埃爾·費迪南（法語：Armand Pierre Fernandez），是一位法國藉的美國藝術家及畫家、雕塑家兼視覺藝術家，新現實主義、歸零運動的代表人物，他因為使用物體的組裝和破壞和累積及利用墨水或顏料留下痕跡而聞名，曾與安迪·沃荷合作電影《戴利家的晚餐》。

## 生平

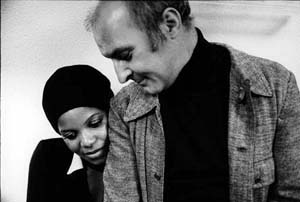
阿爾曼與第二任妻子克莉絲·凱特合影於1973年

1928年11月17日，阿爾曼出生於法國尼斯。1946年，阿爾曼在藝術學院阿尔松别墅學習雕塑，1946年在尼斯柔道社認識了藝術家伊夫·克萊因和克勞德·帕斯卡。1949年畢業後進入了巴黎羅浮宮學院就讀，畢業後在法國軍隊服役，退伍後1973年，阿爾曼前往美國，幾天後歸化為美國人，成為了美國藝術家並繼續發行他的藝術作品。

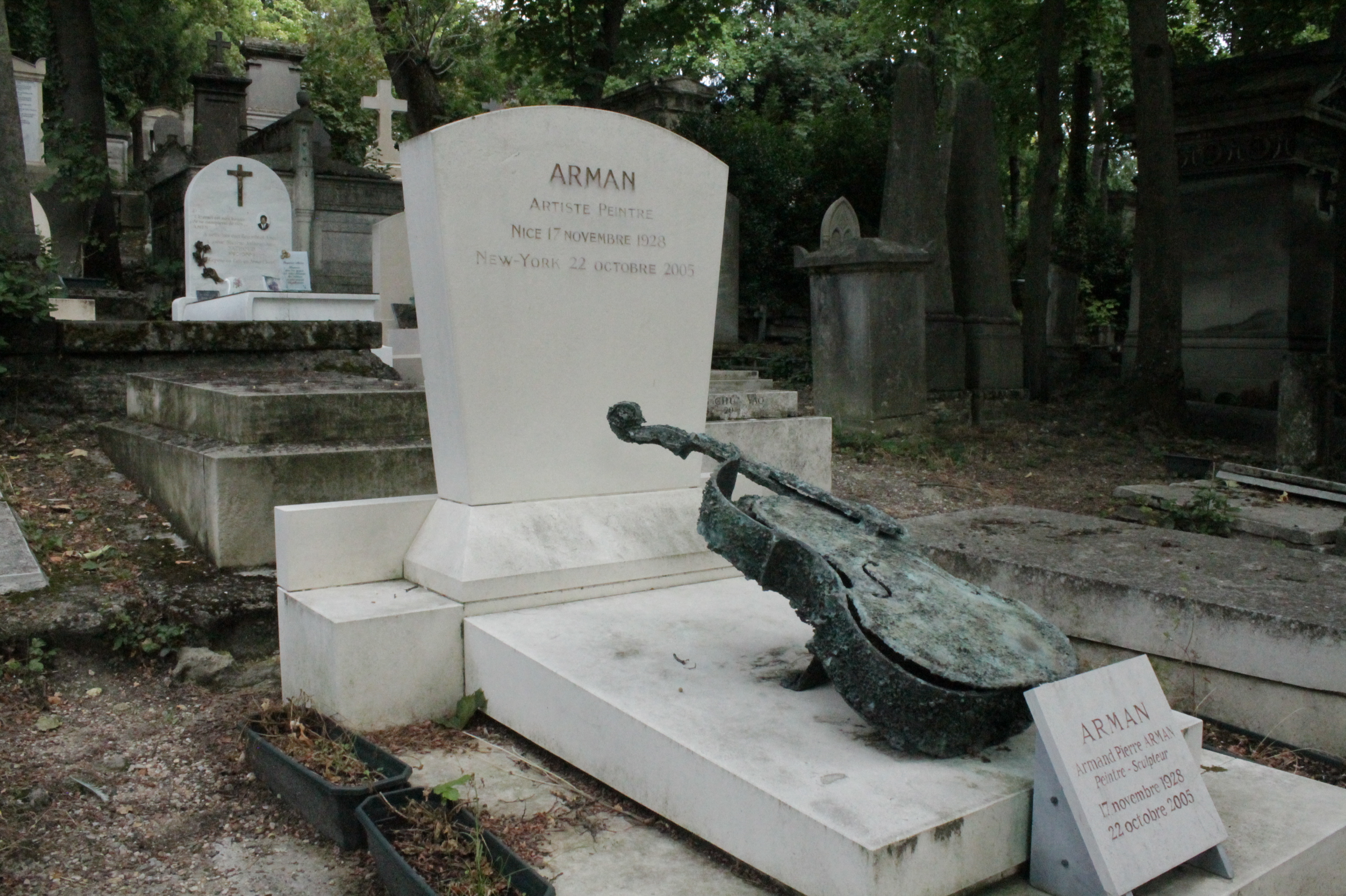
位於巴黎的拉雪茲神父公墓阿爾曼之墓

2005年10月22日，阿爾曼因病在美國紐約去世，享年77歲。2008年，骨灰由妻子克莉絲·凱特送回法國巴黎拉雪茲神父公墓埋葬。

## 藝術作品

### 安裝或雕塑

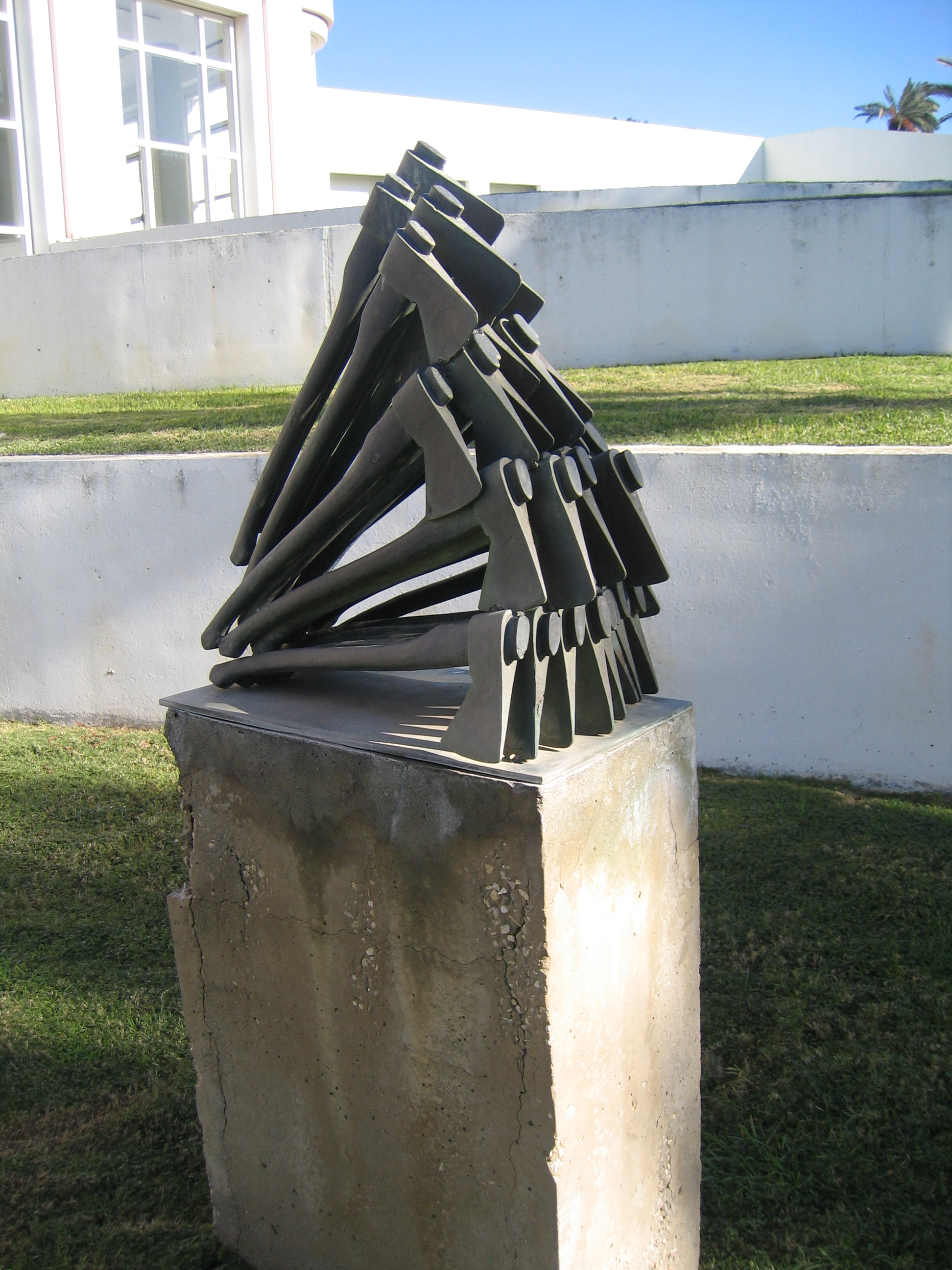
雪崩（1990)
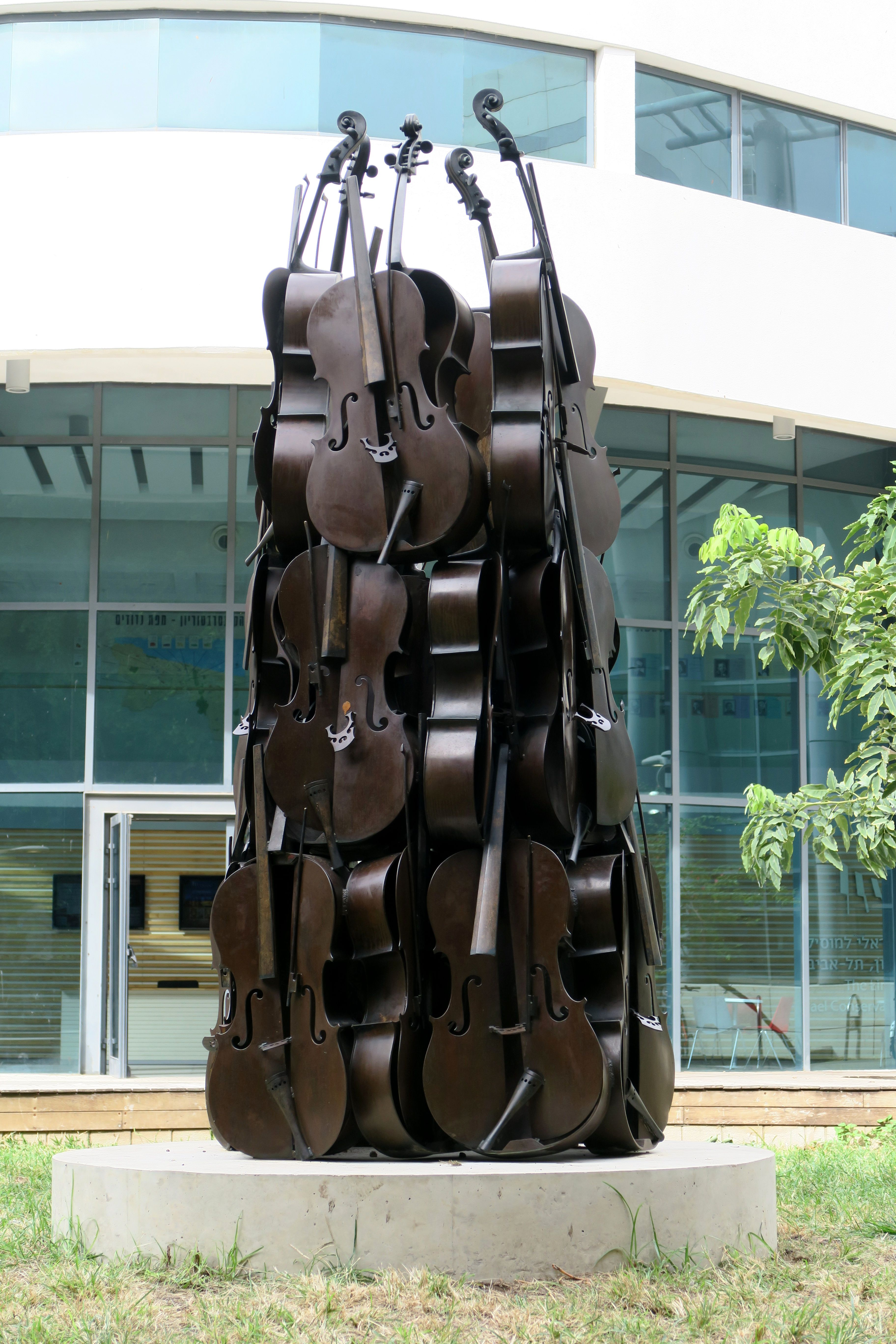
Music Power No. 2
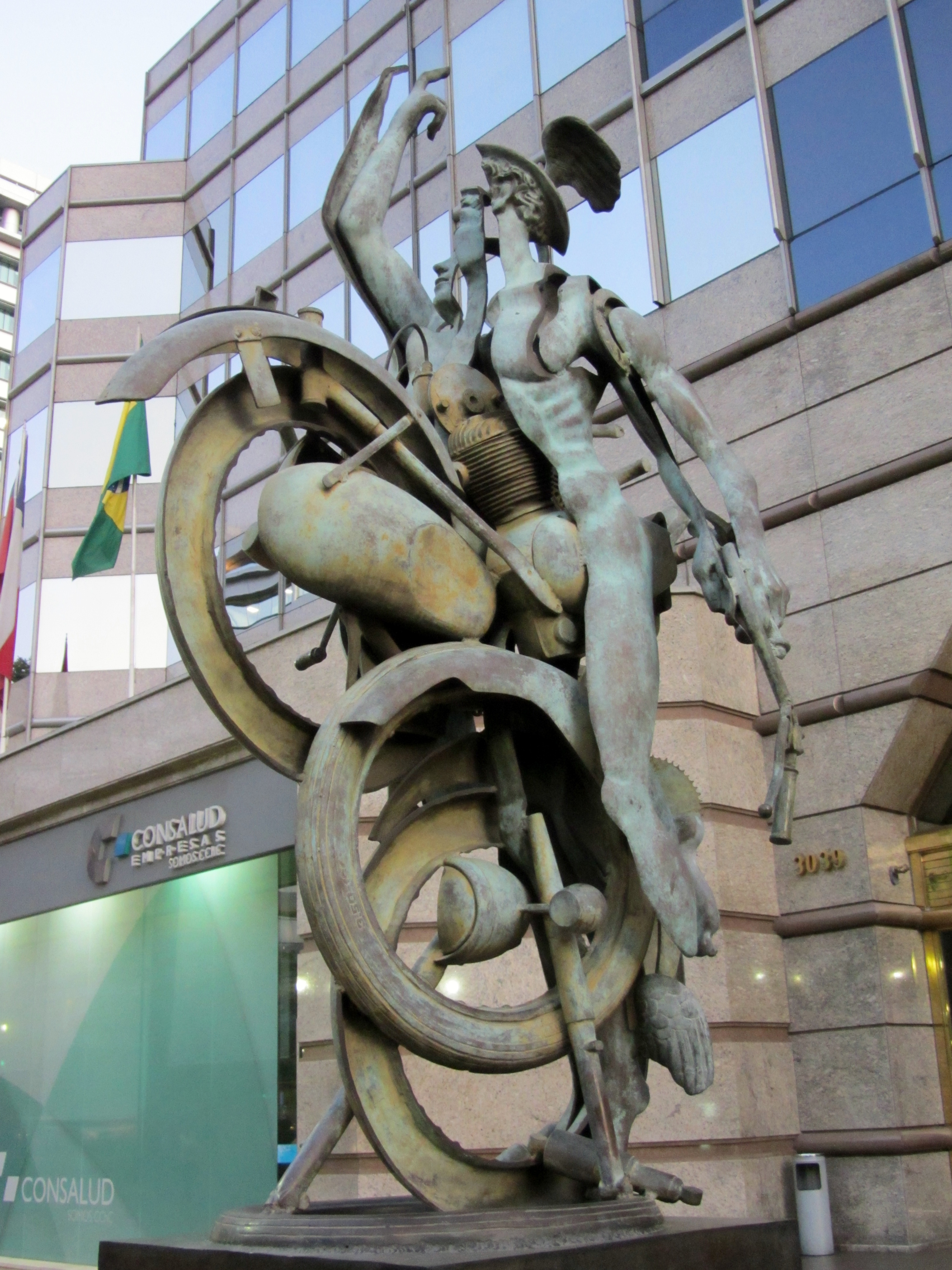
El mensajero
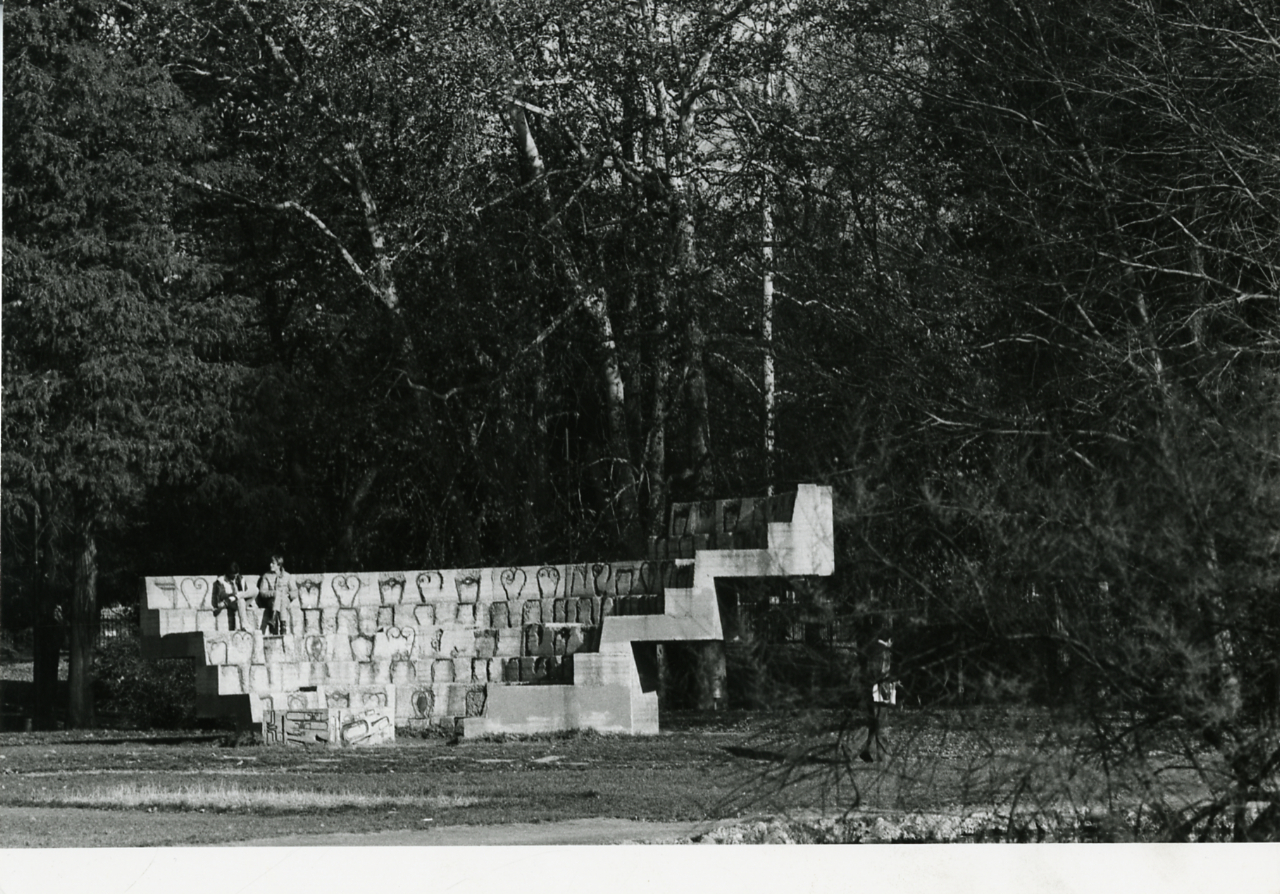
音樂積累（1971 年）由保羅·蒙蒂（英语：Paolo Monti）所攝
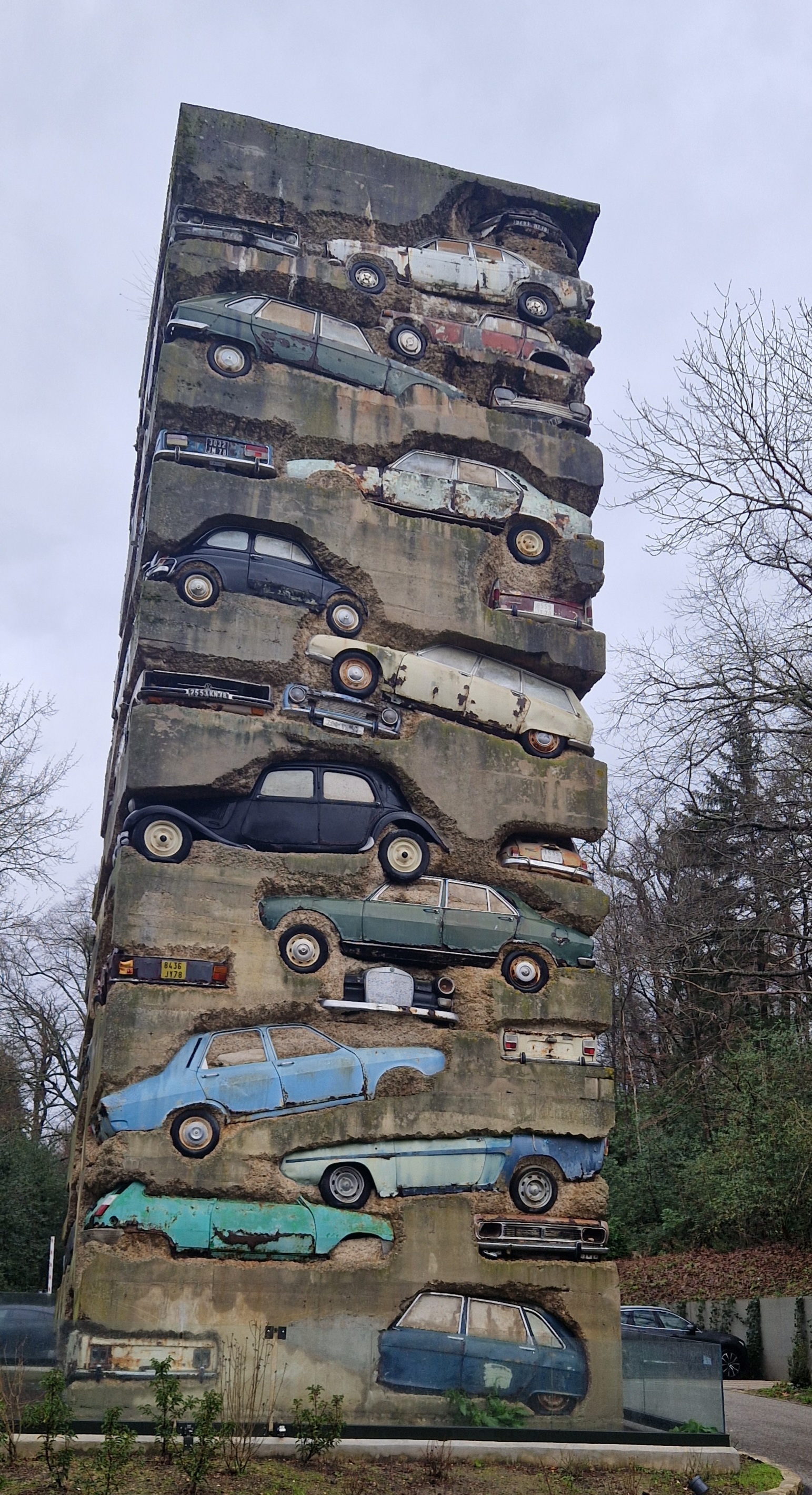
長期停車（法语：Long Term Parking）
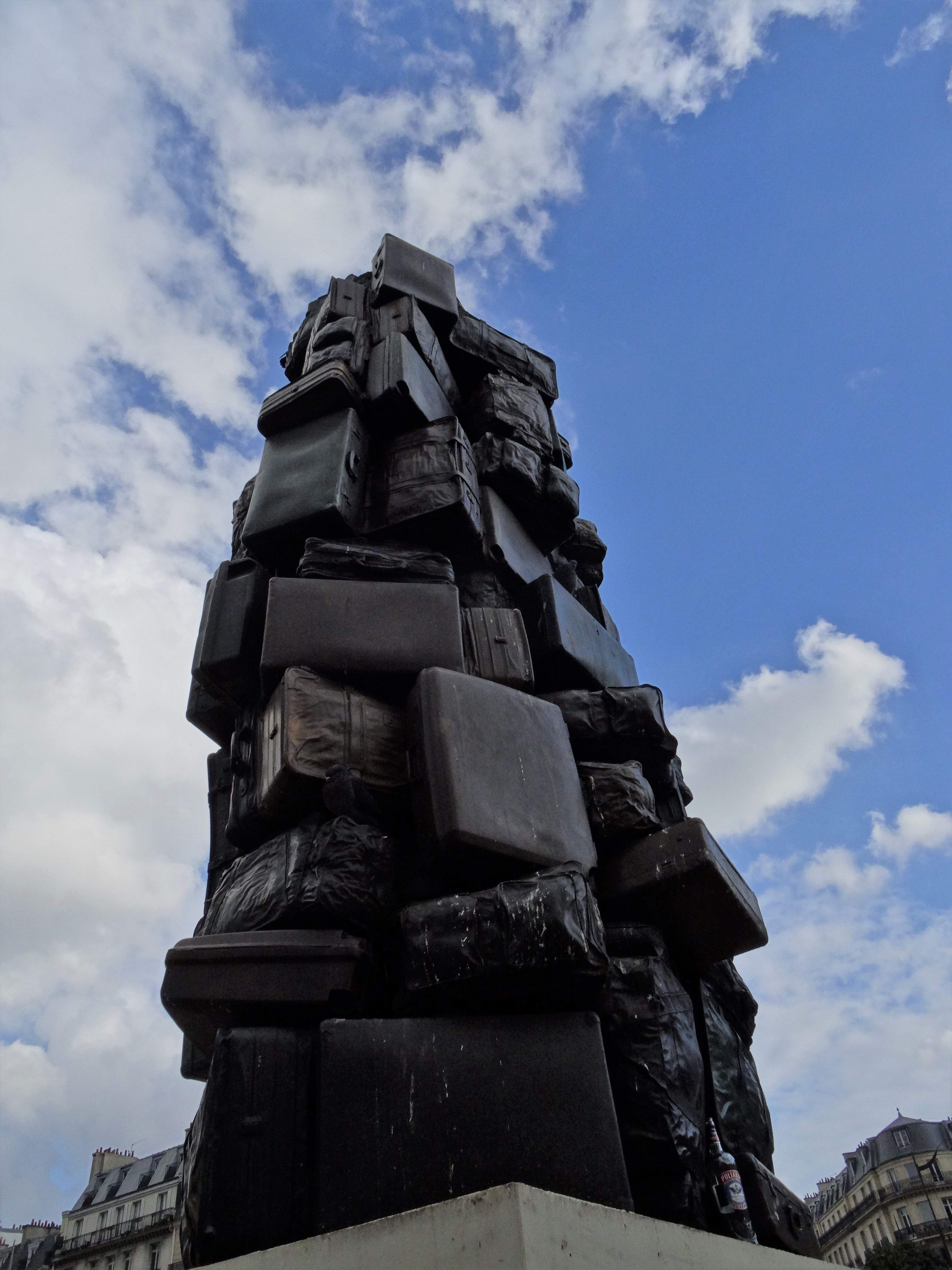
終身條款（法语：Consigne à vie）
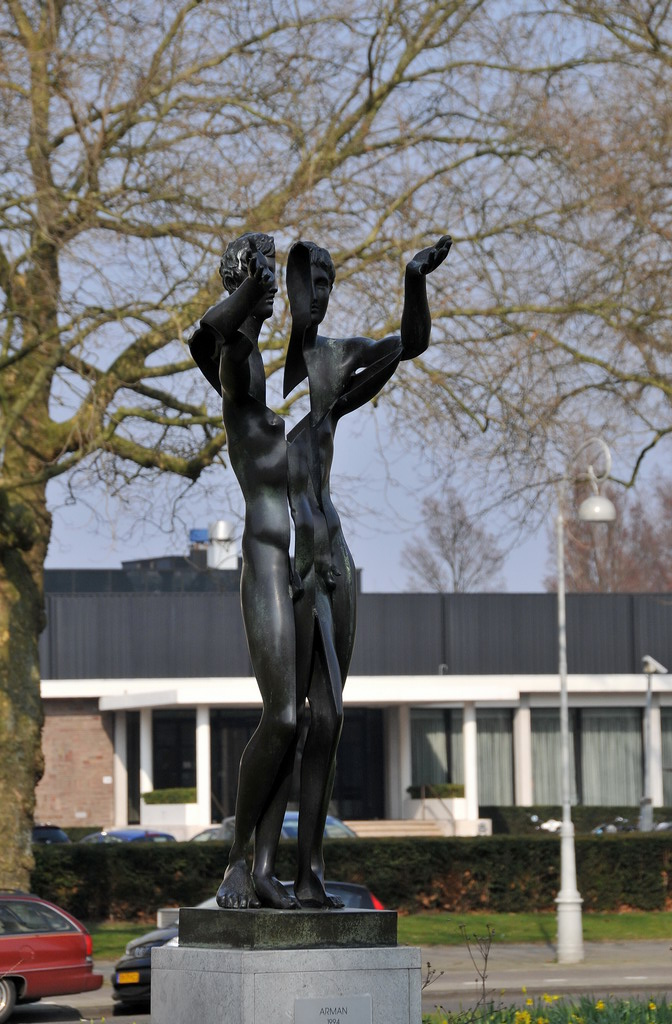
Apollo Offering' (1994)
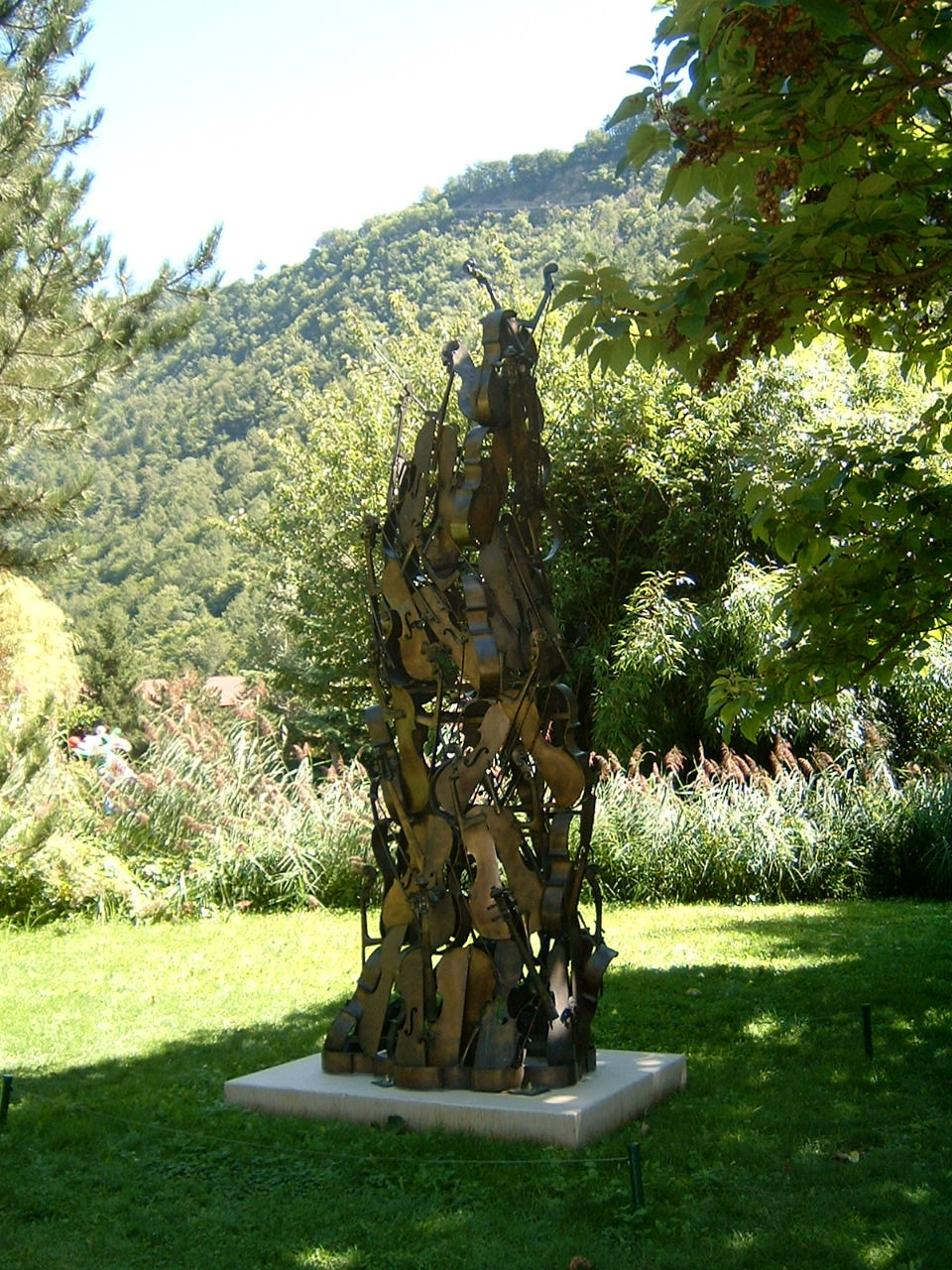
馬蒂尼的小提琴
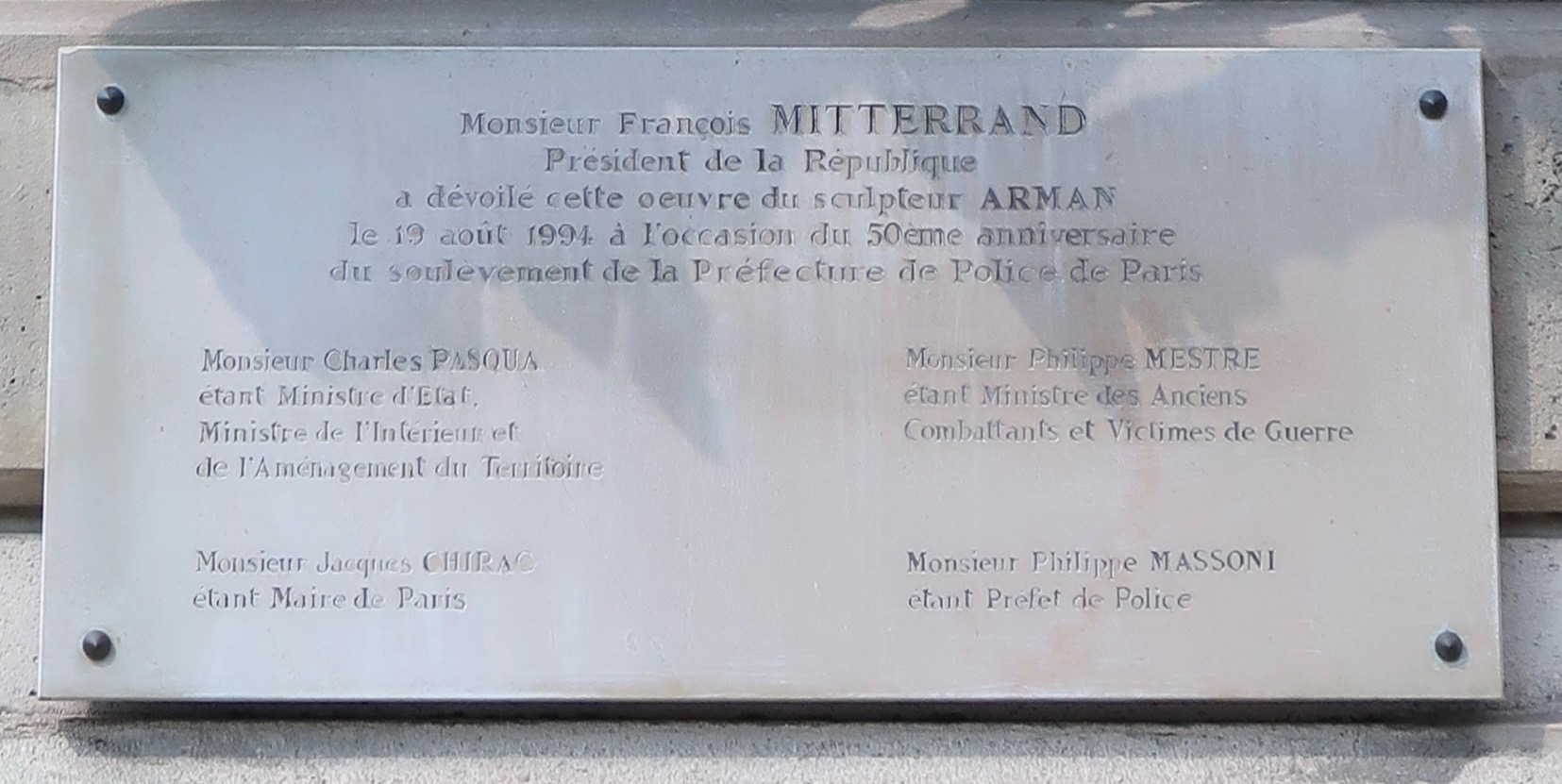
牌匾雕塑阿爾曼
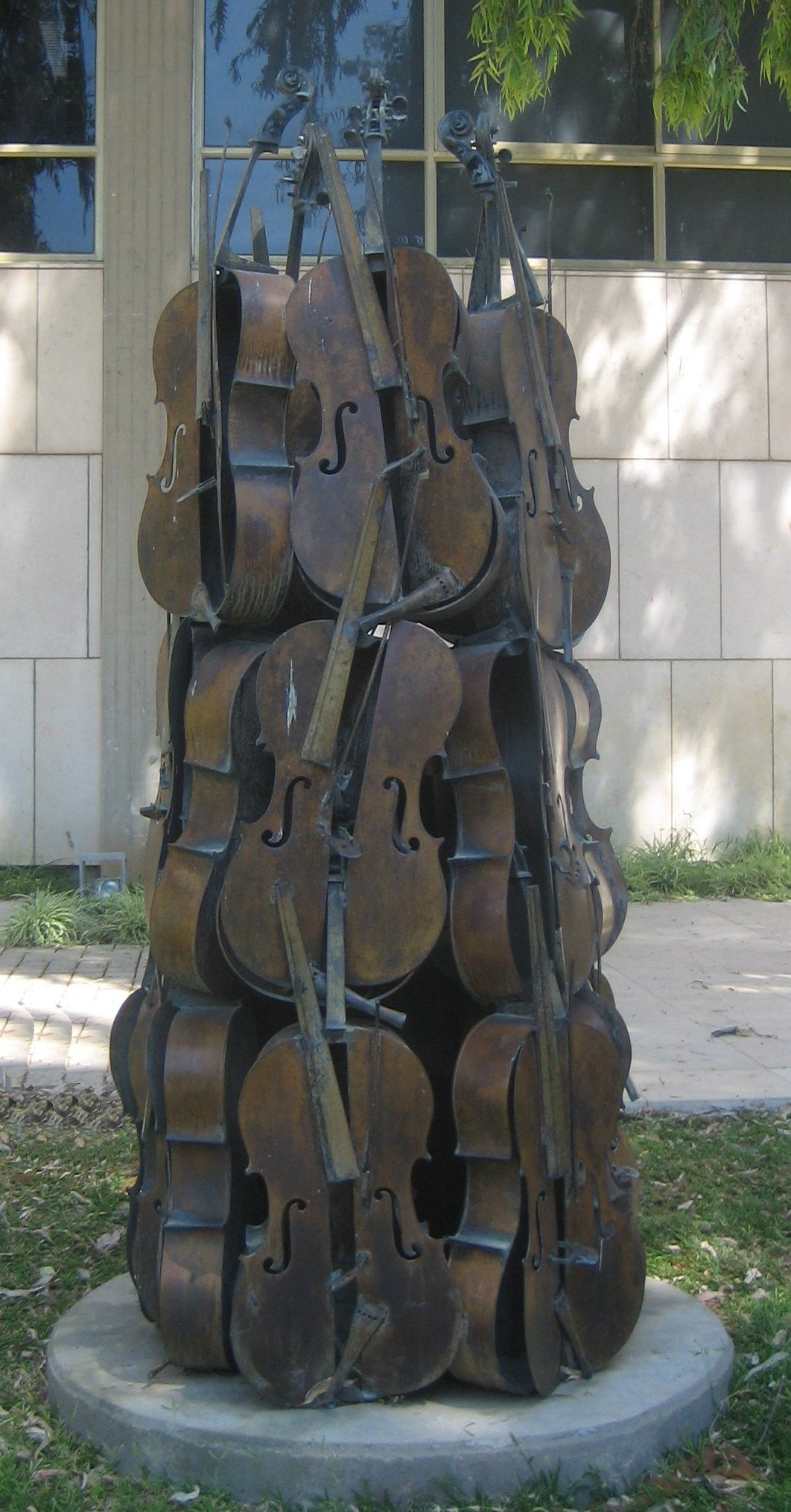
Music Power No. 2(小型版)
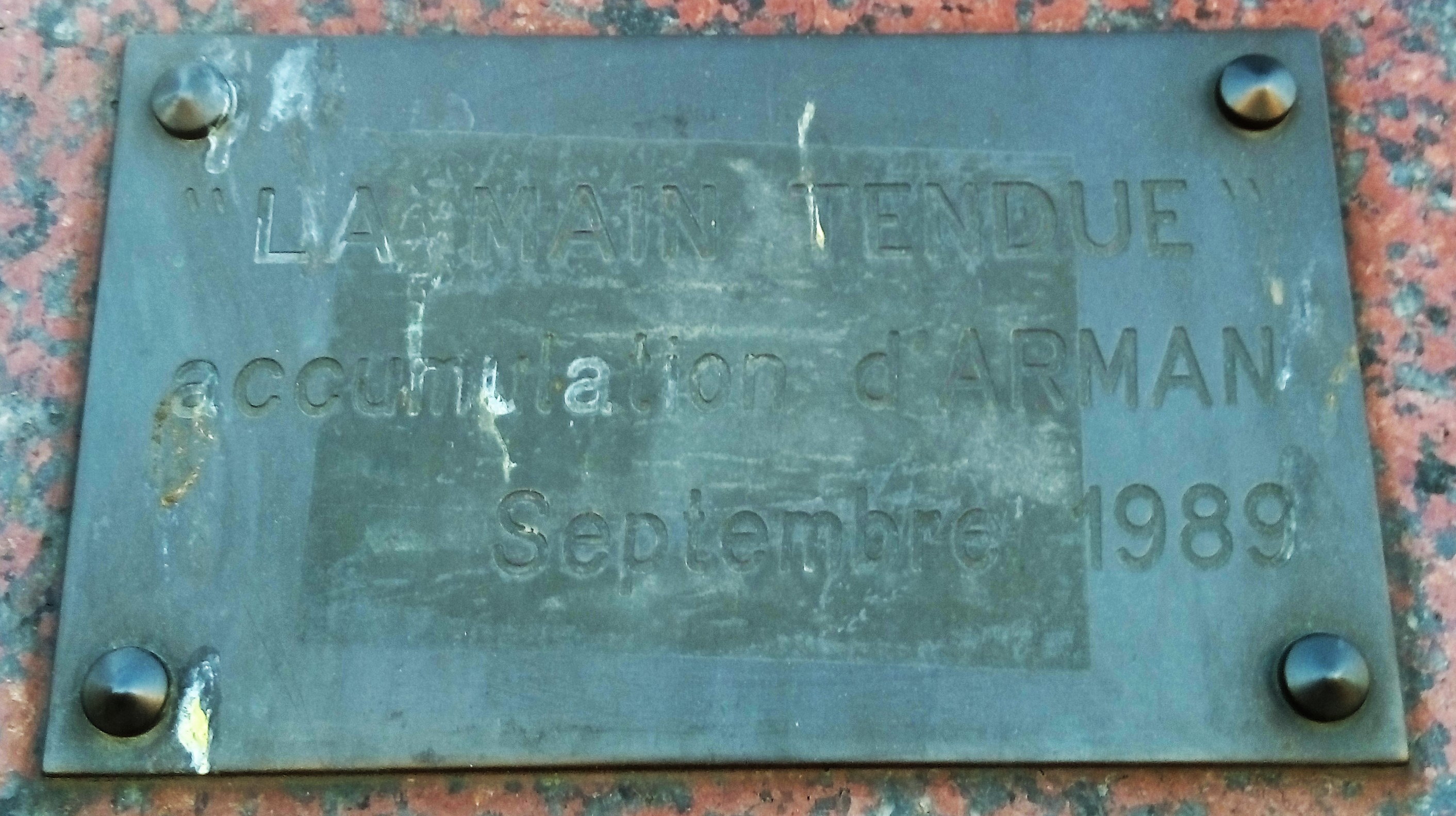
牌匾雕塑伸出的手
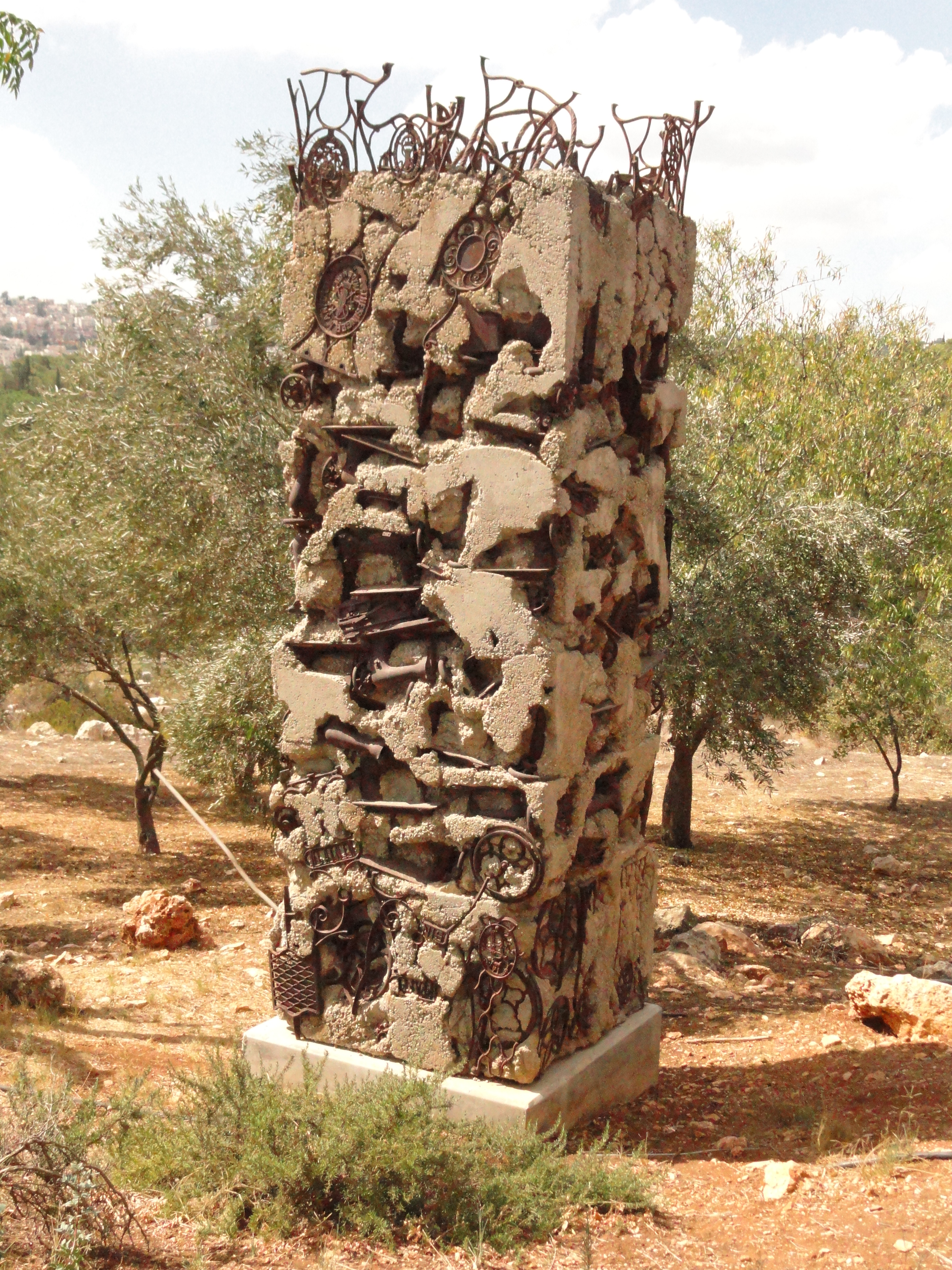
器具積累

- 家，甜蜜的家(1960年)。
- 菲亞特圓環(1960年)。
- 麥迪遜大道Madison Avenue(1962年)。
- 愛神，在愛神內部（法语：Eros, Inside Eros），放置於赫尚博物館和雕塑園(1962年)。
- 肖邦的滑鐵盧(1962年)。
- 四弦小提琴(1962年)。
- 無題(1963年)。
- 小銀河系(1964年)。
- 十字軍Crusaders(1968年)
- 音樂積累（1971 年）利用凝土和鐵結構生成，放置於森皮奧內公園 (米蘭)。
- 時間(1975年)時針、壓克力。
- 大遊行Big Parade(1976年)。
- 幾何提琴(1981年)銅雕。
- 長期停車（法语：Long Term Parking）建立於1982年。
- 向立體派致敬(1983年)。
- 小提琴塔(1984年)銅雕。
- 每個人的時間（法语：L'heure de tous）建立於1985年。
- 終身條款（法语：Consigne à vie）建立於1985年。
- 汽車累積（火柴盒汽車）Car Accumulation (Matchbox Cars)(1985）
- Music Power No. 2(1986年)，放置於特拉維夫大學校園。
- 單彩虹色Camaieu(1987年)。
- 天神愛馬士(1988年)銅雕。
- 馬賽曲La Marseillaise(1989年)。
- 提琴的組合(1989年)銅雕、中提琴。
- 洛斯普維奇之塔2(1989年)。
- 弦樂的律動(1989年)銅雕，放置於上海友誼廳。
- 雪崩(1990)，放置於特拉維夫大學校園。
- El mensajero，放置於聖地亞哥, 智利。
- 定放的維納(1990年)銅雕。
- 畫筆V(Paintbrushes V)(1991年)。
- 大力士(1993年)銅雕。
- 低音中音琴桌子(1993年)銅雕。
- 中音琴椅子(1993年)銅雕(含木頭製的版本)。
- Apollo Offering' (1994)，放置於荷蘭阿姆斯特丹。
- 和平的希望Hope for Peace(1995)。
- 力量的分割(1995)銅雕。
- 米羅的維納斯(1995)銅雕。
- 吉他半身像(1996)銅雕。
- 鐘錶(1998)。
- 神秘的西班牙(1996)。
- 小提琴維納斯(2001)銅雕。
- 飛躍的馬(2003)銅雕放置於上海友誼教堂。
- 芝加哥1871(2004)銅雕。
- 飛躍的馬(2004)銅雕。
- 希望樂章(2005年)銅雕。
- 勝利的女神詩篇(2005)銅雕。
- 向維納斯致敬三部曲(2005)銅雕、水晶。
- 馬蒂尼的小提琴瑞士馬蒂尼雕塑花園中。
- 牌匾雕塑阿爾曼，放置於巴黎西堤街警察局。
- 牌匾雕塑伸出的手，放置於里昂公共藝術作品（法语：Liste d'œuvres d'art public à Lyon）。
- 器具積累，放置於以色列博物館耶路撒冷。
- 雙面維納斯(年份不詳)銅雕。
- 小提琴Violins(年份不詳)。
- 象神(年份不詳)銅雕。
- 垃圾箱裡的魔法世界(年份不詳)。

### 畫作
- 我仍然使用畫筆I Still Use Brushes(1969年)。
- 紅色的油漆館Red Tubes of Paint(1980年)。
- 畫筆和小提琴 - IIPaintbrushes & Violin - II(1980年)。
- 臟畫Dirty Painting(1989)。
- 酋長的毯子Chief's Blanket1989年)。
- 藍色油漆管Blue Paint Tubes(1990年)。
- 金色和紅色Gold and Red(1990年)。
- 命運之輪Wheels of Fortune(1995年)。
- 無標題(Untitled)(1995)。
- 無標題2(Untitled 2)(2000)。
- 曼陀林Mandoline(2004年)。
- 吉他Guitars(2005)。

### 特殊材料
- 燃燒的提琴(2004)提琴、樹脂。
- Togo(1997)有紅藍黃白混褐色、藍綠黑混褐色，綜合媒材。

### 私人收藏
- 巴洛克。
- 大提琴的震撼。
- 象神。

## 外部連結
- 現代藝術博物館收藏的阿爾曼作品 （页面存档备份，存于）